# Ulrich Borrmann
Ulrich Borrmann (* 1956) ist ein ehemaliger deutscher Radrennfahrer und nationaler Meister im Radsport.

## Sportliche Laufbahn
Borrmann war im Straßenradsport aktiv. Er siegte 1977 bei den DDR-Straßen-Radmeisterschaften im Mannschaftszeitfahren mit dem ASK Vorwärts Frankfurt (Oder). Mit ihm gewannen Karl-Dietrich Diers, Detlef Kletzin und Gerhard Lauke den Titel. 1978 konnte sein Team den Titel verteidigen. Er gewann in der DDR-Leistungsklasse mehrere Kriterien und das Eintagesrennen Rund um die Oberlausitz 1977. Im traditionsreichen Rennen Rund um Berlin wurde er 1977 Zweiter hinter dem Sieger Hans-Joachim Hartnick. Auch im Rennen Berlin–Angermünde–Berlin konnte er in jenem Jahr Zweiter werden. 
Mehrfach gewann er Medaillen bei den DDR-Meisterschaften im Bahnradsport, so 1976, als er beim Sieg von Norbert Dürpisch Dritter in der Einerverfolgung wurde. Viermal bestritt er die DDR-Rundfahrt, wobei er mit dem 17. Rang 1975 sein bestes Ergebnis hatte. 1980 beendete er seine Laufbahn.